# 銀河戰士 (Lensman)
（原題：／）是以美國科幻作家愛德華‧艾默‧史密斯（Edward Elmer Smith或E.E."Doc"Smith，1890年5月2日～1965年8月31日）於1934年起開始撰寫的小說《透鏡人》（Lensman）系列為基礎製作而成的動畫作品。

## 概要
1984年由日本講談社出資下取得到同意，分別改編成各自獨立的電影與電視動畫版本，並且共用相通的造型設計與背景安排，更為了調整成更適合動畫的步調，而增添了許多其他元素及設定上的修改；雖然大體上仍舊遵循原著架構所行，不過此舉卻也因而得罪了美方，甚至數年以來都還仍舊對此耿耿於懷，導致對其他改編的議案都拒之門外。

## 故事
講述西元25世紀，伯斯根（Boskone＝）帝國對繁榮進步的銀河同盟發動侵略，「神眼人」（Lensman＝）－吉姆與銀河巡邏隊（Galactic Patrol＝）的夥伴們為了維護和平，搭乘布利答尼亞（Brittania＝）號，與為亂宇宙的惡徒們展開正邪之戰的對決。

## 主要人物

### 銀河巡邏隊
- 吉姆＝金柏‧吉尼森（Kimball Kinnison＝）：古川登志夫
  - 香港譯名：魯堅遜（阿堅）　粵語配音：馮錦堂

18歲的地球人，為第二階段神眼人，富有正義感。神眼位於他的左手背上。但吉姆獲得神眼的過程，電影版與電視版的描述均有不同。
- 克麗絲＝克萊莉莎・麥道格（Clarrissa MacDougall＝）：小山茉美
  - 香港譯名：美琪　　　　　　粵語配音：黃麗芳

銀河巡邏隊的女護士。原作小說中她後來與吉姆結婚，並且成為史上第一位女性神眼人，但因動畫僅以原作的初期故事改編，劇情並未發展至此部份。另外「克麗絲」的暱稱，在原作中是她與吉姆結婚後才出現的，動畫版則直接引用。
- 賓・巴士卡（Peter Van Buskirk＝）：大塚周夫（電影版）／銀河萬丈（電視版）
  - 香港譯名：彭斯卡（阿彭）　粵語配音：梁曉峰

荷蘭系瓦雷利亞人，力大無窮的吉姆友人。原作中因為對高等數學不拿手，而在神眼人甄試中落榜；但動畫中則無此設定。
- 威茲（Worsel＝）：野澤那智（電影版）／野田圭一（電視版）
  - 香港譯名：魯窩根　　　　　粵語配音：藍天

瓦倫西亞人，外表近似龍形的神眼人。動畫中為雙足直立步行，近似西洋飛龍的造型，但原作中的描寫則為全長近10公尺，外觀如東洋龍般的生物。神眼的所在位置為左手背，但原作中則為額頭。
- 海茵斯司令（Admiral Haynes＝）：柴田秀勝

銀河巡邏保安中心的司令，負責銀河系安全。
- 雷西（Tregonsee＝）：龍田直樹

里蓋爾人，外表呈直立罐狀的神眼人，神眼則位於其中一隻手臂（觸手）的末端。僅於電視版出現，在原作小說系列中亦有以他為主角的故事，但並非原創者史密斯所寫。
- 宋泰（LaVerne Thorndyke＝）：青野武（電影版）／鹽澤兼人（電視版）

布利答尼亞號的主任機械技師。
- 方迪斯（Henry Henderson＝）：佐藤正治（電影版）／堀秀行（電視版）

布利答尼亞號的駕駛。
- 明答（Mentor＝）：永井一郎

阿利西亞人，神眼人們的指導者。也是授與吉姆神眼的恩師；在電影版中因改寫成金髮神眼人傳授給他而被取代。原作中的設定為四名阿利西亞「造成者」的融合體。
- 小莉：川浪葉子

海茵斯司令的5歲可愛孫女，僅於電視版中登場。
- 真兒（Soll＝）：斉藤ゆう子（電影版）／鈴木富子（電視版）

吉姆的機械人搭檔。在電影版與吉姆的父親克利一起捐軀，但之後於電視版則成為劇中的吉祥物固定登場。
※以下為只於電影版中出場的角色。
- 克利（Gary Kinnison＝）：中村正

吉姆的父親。後來在伯斯根艦隊的攻擊下，為救吉姆而犧牲。
- 金髮神眼人：橫內正

電影版的原創角色。僅於序幕中出現，由於遭到伯斯根艦隊攻擊身受重傷，以最後餘力將神眼傳承給吉姆之後死去。
- DJ比爾（DJ）：小林克也

電影版的原創角色。為異星舞廳的DJ，之後協助吉姆等人對抗伯斯根。擔任此角色配音的小林克也，本身也是著名的廣播主持人與演員。
- 電影版旁白：蟹江榮司

### 伯斯根帝國
本片中登場的反派勢力。原作小說中伯斯根陣營的人馬涵括了各星系人種（含地球人在內），在動畫版中則統一設計成造型特異，但具有共通特徵的外星種族。
- 赫馬斯（Helmuth＝）：加藤精三

伯斯根帝國的首領。於電影版登場時是以CG動畫製作。原作中的設定為卡洛尼亞人，統籌第一銀河系的伯斯根軍事組織。
※以下為只於電影版中出場的角色。
- 葛利多（Greedle＝）：矢田耕司

電影版中的第一任伯斯根艦隊司令官。
- 布雷克斯里（Blakeslee＝）：田中康郎

伯斯根艦隊的第二任司令官。
- 茲威克（Zwillk＝）：兼本新吾

伯斯根艦隊的第三任司令官。

## 主要載具
- 布利答尼亞號（Brittania II＝）

吉姆等銀河巡邏隊成員的主要乘艦。在電影版的開場中曾有以全CG動畫製作，與伯斯根艦之間的宇宙戰。原作中也是吉姆最初的乘艦，但實質上的攻撃力僅限於新武器「Q砲」。小說中在與伯斯根的戰鬥中損壞，之後由吉姆擔任艦長的新造高速巡洋艦，也取了同樣的名字，一直使用到他成為獨立神眼人為止。
- 快速艇（Cycroader II＝II[3]）

吉姆專用的多目的戰鬥機。可外掛星際航行用裝備，並具備空中纏鬥戰機能。
- 凱利號（Grappler＝）

由賓‧巴士卡所操縱的二足步行式機具，於電視版中出現。

## 工作人員
- 企劃：伊藤章彦（講談社）、金子滿（エムケイ）
- 導演：廣川和之、川尻善昭（電影版）／福富博（電視版總監督）
- 編劇：吉川惣司（電影／電視版）／辻真先、山崎晴哉、高階航、馬嶋滿、渡邊誓子（電視版）
- 製作人：富井道宏（講談社）、鍋島進二（朝日放送）、井上博明（エムケイ）
- 人物設計：川尻善昭（電影版）、富澤和雄
- 機械設計：渡部隆（電視／電影版）、森本晃司（電影版）
- 作畫監督：富澤和雄、北島信幸（電視／電影版）／梅津泰臣、清水惠藏　等（電視版）
- 美術監督：青木勝志（電影版）／窪田忠雄（電視版）
- 攝影監督：八卷磐
- 音樂監督：井上鑑（電影版）／COSMOS（電視版）
- 音響監督：明田川進
- TV版片頭作畫：森本晃司
- CG製作協力：J.C.G.L、N.Y.I.T.
- 製作：講談社、朝日放送（電視版）
- 製作協力：エムケイ、マッドハウス

### 電影版
原題為，於1984年7月7日在東寶東和院線上映的電影版本。台灣於90年代間亦也曾於有線電視頻道上公開播映。
儘管由於影片時間上長度有限的關係，不得不背離原著編寫自行安排的劇情，但在本作中以當時最為熱門話題的CG動畫加以廣泛運用，所呈現出來非凡的氣勢，搭配劇中精彩刺激的飛車追逐場面，相乘之下仍舊不失視覺感官的娛樂性。

#### 主題歌
- 插曲

（作詞、曲：高見澤俊彦／編曲：ALFEE with 井上鑑／演唱：ALFEE）
- 片尾曲

（作詞：高見澤俊彦、高橋研／作曲：高見澤俊彦／編曲：ALFEE with 井上鑑／演唱：ALFEE）
台灣波麗佳音公司出版的『THE ALFEE搖滾經典』專輯中曾有收錄此曲。

### 電視版
原題為，於1984年10月6日～1985年3月30日每週六19：00～19：30，由朝日放送（朝日電視台）所播映的電視版本，共25集。台灣則由中視於1985年（民國74年）至1986年（民國75年）間引進，在每星期日下午5:30～6:00的《卡通假期》時段內放映，並連同一部分日本未播映的集數播出，但播出當時，中視有意嘗試改變觀眾一直過度依賴字幕的收視習慣，以片中完全不上中文對白字幕的方式播映。並在首播之前的期間，還找來當時台內當家新聞主播熊旅揚拍攝過節目宣傳廣告。
本片後來並曾由佳真影視以直譯原名《透鏡人》發行全套錄影帶（日語原音，共13卷，收錄了完整未播映的內容），之後GTV八大綜合台亦曾以佳真的母帶重播過。但本作在原產地日本卻在僅發行前6集的錄影帶與LD-BOX之後即告中斷，至今仍未DVD化。
本片雖為打鐵趁熱下衍生出的應景產物，但相較於電影版本便顯得略趨於原作，劇情進行上則為偏向以軟調手法描繪。至於CG動畫的使用也僅止於片頭之中，流用一部分電影版片段的程度而已。

#### 主題歌
- 日本

- 片頭曲

『ON THE WING』（作詞：売野雅勇／作曲：小島惠理／編曲：井上鑑／演唱：小島惠理）
截錄電影版本的片段與部份新作畫面編輯而成，但初期集數與之後所使用的畫面則略有出入。
- 片尾曲

（作詞‧作曲‧演唱：鈴木雄大／編曲：NOOK）
前期版片尾畫面為布利答尼亞號的單幅靜止畫（使用至第14集），後期自第15集起，則改為流用小格的片中畫面。
- 台灣

- 『銀河戰士』（作詞／作曲：不明）

中視所自行編寫的主題歌，以原片頭『ON THE WING』的無字幕版本與部份片中畫面所構成，使用於片頭與片尾。但原版片頭中最後日文片名出現的數秒畫面則遭剪除。

#### 劇集列表
|    | 原文標題                      | 中視標題           | 編劇     | 分鏡       | 演出       | 作畫監督     |
| -- | ----------------------------- | ------------------ | -------- | ---------- | ---------- | ------------ |
| 1  | レンズマン誕生                |                    | 辻真先   | 福富博     | 福富博     | 富澤和雄     |
| 2  | 竜戦士ウォーゼル              |                    | 辻真先   | 福富博     | 福富博     | 大坂竹志     |
| 3  | 嵐の惑星トレンコ              |                    | 辻真先   | 池田成     | 福富博     | 本木久年     |
| 4  | まぼろしのベムガ              |                    | 辻真先   | 鈴木幸雄   | 福富博     | 富澤和雄     |
| 5  | 伝説のパトロール隊            |                    | 辻真先   | 木上益治   | 福富博     | 梅津泰臣     |
| 6  | クリス戦うとき時              | 茲阿拉英雄         | 辻真先   | 鈴木幸雄   | 福富博     | 梅津泰臣     |
| 7  | バスカークがんばる            |                    | 吉川惣司 | 秋山勝仁   | 富永恆雄   | 清水惠藏     |
| 8  | ブリタニア号の危機            | 怪物               | 吉川惣司 | 廣川知之   | 富永恆雄   | 清水惠藏     |
| 9  | グラップラーで戦え!バスカーク | 流浪的荷蘭人       | 吉川惣司 | 井內秀治   | 富永恆雄   | 清水惠藏     |
| 10 | 壊滅!ボスコーン秘密研究所     | 消滅伯斯根研究所   | 吉川惣司 | 井內秀治   | 富永恆雄   | 清水惠藏     |
| 11 | 迷パイロット!?ソル            | 小莉歷險記         | 山崎晴哉 | 角田利隆   | 五月女有作 | 高田三郎     |
| 12 | リリー救出大作戦              | 救小莉脫險         | 山崎晴哉 | 奧田誠治   | 平林淳     | 木下ゆうき   |
| 13 | 伝説の星キリーランド          | 基里蘭星球         | 山崎晴哉 | 平田としお | 遠藤徹哉   | 木下ゆうき   |
| 14 | キララ姫の涙                  | 露露公主的悲哀     | 山崎晴哉 | 遠藤徹哉   | 北島信幸   | 北島信幸     |
| 15 | クリスとらわる                | 克麗絲被擄         | 山崎晴哉 | 遠藤徹哉   | 五月女有作 | 高田三郎     |
| 16 | キリーランドよ永遠なれ        | 永遠閃爍的星球     | 山崎晴哉 | 遠藤徹哉   | 平林淳     | 木下ゆうき   |
| 17 | 秘密指令宇宙海賊作戦!         | 黑暗衛星荷姆斯星球 | 高階航   | 蔭山康生   | 蔭山康生   |              |
| 18 | 驚くべきウルフの謎            | 烏路弗的真面目     | 高階航   | 蔭山康生   | 蔭山康生   |              |
| 19 | ベリリウムの謎をさぐれ        | 元素之謎           | 高階航   | 日下部光雄 | 北島信幸   | 北島信幸     |
| 20 | ライトビーム砲を叩け          | 摧毀砲台           | 高階航   | 日下部光雄 | 北島信幸   | 北島信幸     |
| 21 | 恐怖のスペースウェーブ        | 恐怖的波浪砲       | 馬嶋滿   | 野田拓實   |            | 椛島義夫     |
| 22 | 謎のエメラルド星雲            | 綠石星雲之謎       | 馬嶋滿   | 高須賀勝己 | 高須賀勝己 | 椛島義夫     |
| 22 | 謎のエメラルド星雲            | 綠石星雲之謎       | 馬嶋滿   | 岡島勝敏   |            | 椛島義夫     |
| 23 | 新レンズマン誕生              | 新神眼人的誕生     | 馬嶋滿   | 矢澤則雄   |            | 椛島義夫     |
| 24 | トール博士を救え！            | 拯救度魯博士       | 馬嶋滿   | 矢澤則雄   |            | 椛島義夫     |
| 25 | 対決!ボスコーン大要塞         |                    | 渡邊誓子 | 野寺三郎   | 宮下研史   | 島田ひであき |
| － | －－－－                      | 美麗的女囚         |          |            |            |              |
| － | －－－－                      | 未命名             |          |            |            |              |